# فدریکو ردوندو
فدریکو ردوندو (انگلیسی: Federico Redondo؛ زادهٔ ۱۸ ژانویهٔ ۲۰۰۳) بازیکن فوتبال اهل آرژانتین است.
وی همچنین در تیم‌های ملی فوتبال زیر ۲۰ سال آرژانتین و زیر ۲۳ سال آرژانتین بازی کرده‌است.
او فرزند فرناندو ردوندو بازیکن سابق  رئال مادرید و تیم ملی آرژانتین است. 